# Dmitri Bregueda
Dmitri Bregueda es un deportista ruso que compite en triatlón. Ganó tres medallas en el Campeonato Mundial de Triatlón de Invierno entre los años 2014 y 2020, y cuatro medallas en el Campeonato Europeo de Triatlón de Invierno entre los años 2013 y 2019.

## Palmarés internacional
| Campeonato Mundial | Campeonato Mundial         | Campeonato Mundial | Campeonato Mundial |
| Año                | Lugar                      | Medalla            | Prueba             |
| ------------------ | -------------------------- | ------------------ | ------------------ |
| 2014               | Cogne (Italia)             | Medalla de bronce  | Individual         |
| 2019               | Asiago (Italia)            | Medalla de plata   | Individual         |
| 2020               | Asiago (Italia)            | Medalla de bronce  | Individual         |
| Campeonato Europeo |                            |                    |                    |
| Año                | Lugar                      | Medalla            | Prueba             |
| 2013               | Tartu (Estonia)            | Medalla de bronce  | Individual         |
| 2015               | Reinosa (España)           | Medalla de bronce  | Individual         |
| 2017               | Otepää (Estonia)           | Medalla de bronce  | Individual         |
| 2019               | Cheile Gradistei (Rumania) | Medalla de oro     | Individual         |